# Information Management System
Information Management System (IMS) är en hierarkisk databasmotor som utvecklades av IBM för användning i Apolloprogrammet under 1960-talet och som sedan har vidareutvecklats. Den ingår än idag i IBM:s sortiment, och är därmed både en av pionjärerna inom databasteknologin och en av de mest långlivade mjukvaruprodukterna i världen.